# Joseph Friedrich Ernst (Hohenzollern-Sigmaringen)

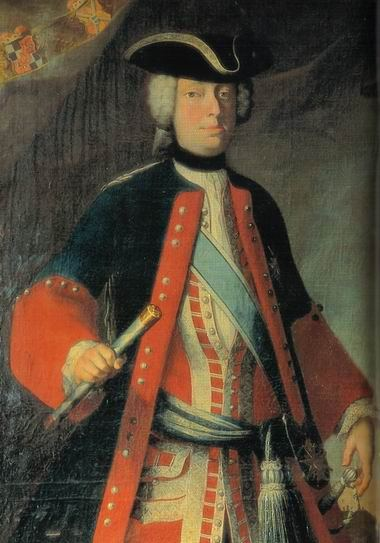
Fürst Joseph von Hohenzollern-Sigmaringen

Joseph Friedrich Ernst Meinrad Karl Anton von Hohenzollern-Sigmaringen (* 24. Mai 1702 in Sigmaringen; † 8. Dezember 1769 im Schloss Haag, Haigerloch) war von 1715 bis 1769 fünfter Fürst von Hohenzollern-Sigmaringen.

## Leben
Joseph war der älteste Sohn des Fürsten Meinrad II. von Hohenzollern-Sigmaringen (1673–1715) aus dessen Ehe mit Johanna Katharina (1678–1759), Tochter des Grafen Johann Anton I. von Montfort-Tettnang. Zunächst von seiner Mutter erzogen, übersiedelte er infolge der Kriegswirren des Spanischen Erbfolgekrieges zum in Wien stationierten Vater. Hier begann Josephs Ausbildung, die auch am Ort fortgesetzt wurde, nachdem seine Eltern 1714 wieder nach Sigmaringen zurückkehrten.
Nach dem Tod seines Vaters folgte Joseph als Fürst von Hohenzollern-Sigmaringen nach, stand aber als Minderjähriger noch bis 1720 unter der Vormundschaft seiner regierenden Mutter. Die Volljährigkeit erlangte damals ein Kronprinz im Alter von 18 Jahren. Kurz vor seinem Regierungsantritt war Joseph in österreichische Militärdienste getreten, in denen er den Rang eines Generals der Kavallerie und schließlich die Position des Generalfeldmarschallleutnant des Schwäbischen Kreises errang. Unter Joseph gelang zudem wieder eine Annäherung an das Kurfürstentum Bayern und nach der Wahl Kaiser Karls VII. ernannte dieser Joseph zu seinen Geheimrat.
Joseph war begeisterter Jäger und ließ 1727 den Wildpark Josefslust bei Sigmaringen anlegen. Im Jahr 1736 modernisierte er das Schloss Sigmaringen und baute es um. Zudem ließ er den dortigen Rittersaal zum Ahnensaal ausgestalten. Der so genannte Fürst-Josephs-Bau erinnert an diese Zeit. Joseph war als Kunstmäzen bekannt. In Sigmaringen erbaute er die Stadtpfarrkirche St. Johann, die Josefskapelle, das Jagdhaus in Josefslust und in Haigerloch, welches er seiner Residenz in Sigmaringen vorzog, die Kirche St. Anna. Außerdem ließ er die dortige Schlosskirche St. Trinitatis (Haigerloch) aufwändig barockisieren. Die Künstler Johann Michael Feuchtmayer der Jüngere, Johann Georg Weckenmann und Andreas Meinrad von Ow arbeiteten in Sigmaringen. Der Fürst betrieb die Heiligsprechung des Paters Fidelis von Sigmaringen und gilt als Förderer des Schul- und Kirchenwesens.

## Ehen und Nachkommen
In erster Ehe heiratete Joseph am 20. Mai 1722 in Oettingen Marie Franziska (1703–1737), Tochter des Fürsten Franz Albrecht zu Oettingen-Spielberg, die ihm ein beträchtliches Vermögen zubrachte. Mit ihr hatte er folgende Kinder:
- Karl Friedrich (1724–1785), Fürst von Hohenzollern-Sigmaringen

⚭ 1749 Gräfin Johanna von Hohenzollern-Berg (1727–1787)
- Maria Johanna (1726–1793), Nonne in Buchau
- Maria Amalia Franziska (1729–1730)
- Meinrad Ferdinand Joseph (1732–1733)
- Maria Anna Theresia (*/† 1736)
- Sohn (*/† 1737)

Aus Josephs zweiter Ehe mit Judith (1718–1743), Tochter des Grafen Franz Anton von Closen, Freiherr von Arnstorf, die er am 5. Juli 1738 geheiratet hatte, gingen folgende hervor:
- Karl Albert Joseph (*/† 1741)
- Maria Amalia Josepha (*/† 1742)
- Maria Theresia Philippina (*/† 1743)

Seine dritte Ehe schloss Joseph am 22. Oktober 1743 mit Maria Theresia (1696–1761), Tochter des Grafen Christoph Franz von Waldburg zu Trauchburg; mit ihr hatte er keine Kinder.